# Ройалс, Эзра
Э́зра Джон Ро́йалс (англ. Ezra John Royals; январь 1882 — дата смерти неизвестна) — английский футболист, вратарь.

## Биография
Родился в Фентоне, Сток-он-Трент (графство Стаффордшир). Играл за команду «Честертон Уайт Стар». В декабре 1911 года перешёл в «Манчестер Юнайтед». Дебютировал в основном составе «Юнайтед» 23 марта 1912 года в матче против «Ливерпуля» на стадионе «Олд Траффорд»; матч завершился вничью со счётом 1:1. Всего в сезоне 1911/12 провёл за клуб два матча. В следующем сезоне в основном составе не появлялся, а в сезоне 1913/14 провёл пять игр в чемпионате.
Уже после окончания войны, в мае 1920 года, перешёл в клуб «Нортуич Виктория».